# Canada aux Jeux olympiques d'hiver de 2018
Le Canada participe aux Jeux olympiques d'hiver de 2018 à PyeongChang en Corée du Sud du 9 au 25 février 2018. Il s'agit de sa vingt-troisième participation à des Jeux d'hiver.

## Participation
Aux Jeux olympiques d'hiver de 2018, les athlètes de l'équipe du Canada participent aux épreuves suivantes : 
| Sport                                | Hommes | Femmes | Total |
| ------------------------------------ | ------ | ------ | ----- |
| Ski alpin                            | 8      | 5      | 13    |
| Biathlon                             | 5      | 5      | 10    |
| Bobsleigh                            | 12     | 6      | 18    |
| Ski de fond                          | 7      | 4      | 11    |
| Curling                              | 6      | 6      | 12    |
| Patinage artistique                  | 8      | 9      | 17    |
| Ski acrobatique                      | 16     | 14     | 30    |
| Hockey sur glace                     | 25     | 23     | 48    |
| Luge                                 | 5      | 3      | 8     |
| Patinage de vitesse sur piste courte | 5      | 5      | 10    |
| Skeleton                             | 3      | 3      | 6     |
| Saut à ski                           | 1      | 1      | 2     |
| Snowboard                            | 10     | 10     | 20    |
| Patinage de vitesse                  | 10     | 9      | 19    |
| Total                                | 122    | 103    | 225   |

## Médaillés
| Meghan Agosta      |  | Brianne Jenner      |  | Lauriane Rougeau   |  |
| Bailey Bram        |  | Rebecca Johnston    |  | Jillian Saulnier   |  |
| Emily Clark        |  | Geneviève Lacasse   |  | Natalie Spooner    |  |
| Mélodie Daoust     |  | Brigette Lacquette  |  | Laura Stacey       |  |
| Ann-Renée Desbiens |  | Jocelyne Larocque   |  | Shannon Szabados   |  |
| Renata Fast        |  | Meaghan Mikkelson   |  | Blayre Turnbull    |  |
| Laura Fortino      |  | Sarah Nurse         |  | Jennifer Wakefield |  |
| Haley Irwin        |  | Marie-Philip Poulin |  |                    |  |

| Rene Bourque        |  | Rob Klinkhammer |  | Mason Raymond    |  |
| Gilbert Brulé       |  | Brandon Kozun   |  | Mat Robinson     |  |
| Andrew Ebbett       |  | Maxim Lapierre  |  | Derek Roy        |  |
| Stefan Elliott      |  | Chris Lee       |  | Ben Scrivens     |  |
| Chay Genoway        |  | Maxim Noreau    |  | Karl Stollery    |  |
| Cody Goloubef       |  | Eric O'Dell     |  | Christian Thomas |  |
| Marc-André Gragnani |  | Justin Peters   |  | Linden Vey       |  |
| Quinton Howden      |  | Kevin Poulin    |  | Wojtek Wolski    |  |
| Chris Kelly         |  |                 |  |                  |  |

| Jour     | Date       | Médaille d'or, Jeux olympiques | Médaille d'argent, Jeux olympiques | Médaille de bronze, Jeux olympiques | Total |
| -------- | ---------- | ------------------------------ | ---------------------------------- | ----------------------------------- | ----- |
| 1er jour | 8 février  | —                              | —                                  | —                                   | —     |
| 2e jour  | 9 février  | —                              | —                                  | —                                   | —     |
| 3e jour  | 10 février | 0                              | 0                                  | 0                                   | 0     |
| 4e jour  | 11 février | 0                              | 3                                  | 1                                   | 4     |
| 5e jour  | 12 février | 2                              | 1                                  | 0                                   | 3     |
| 6e jour  | 13 février | 1                              | 0                                  | 2                                   | 3     |
| 7e jour  | 14 février | 0                              | 0                                  | 0                                   | 0     |
| 8e jour  | 15 février | 1                              | 1                                  | 1                                   | 3     |
| 9e jour  | 16 février | 0                              | 0                                  | 0                                   | 0     |
| 10e jour | 17 février | 1                              | 0                                  | 1                                   | 2     |
| 11e jour | 18 février | 0                              | 0                                  | 1                                   | 1     |
| 12e jour | 19 février | 1                              | 0                                  | 0                                   | 1     |
| 13e jour | 20 février | 2                              | 0                                  | 0                                   | 2     |
| 14e jour | 21 février | 1                              | 0                                  | 1                                   | 2     |
| 15e jour | 22 février | 0                              | 2                                  | 0                                   | 2     |
| 16e jour | 23 février | 1                              | 1                                  | 2                                   | 4     |
| 17e jour | 24 février | 1                              | 0                                  | 1                                   | 2     |
| 18e jour | 25 février | 0                              | 0                                  | 0                                   | 0     |
| Total    | Total      | 11                             | 8                                  | 10                                  | 29    |

| Sport               | Médaille d'or, Jeux olympiques | Médaille d'argent, Jeux olympiques | Médaille de bronze, Jeux olympiques | Total |
| ------------------- | ------------------------------ | ---------------------------------- | ----------------------------------- | ----- |
| Ski Acrobatique     | 4                              | 2                                  | 1                                   | 7     |
| Patinage artistique | 2                              | 0                                  | 1                                   | 3     |
| Snowboard           | 1                              | 2                                  | 1                                   | 4     |
| Short-track         | 1                              | 1                                  | 3                                   | 5     |
| Patinage de vitesse | 1                              | 1                                  | 1                                   | 3     |
| Bobsleigh           | 1                              | 0                                  | 1                                   | 2     |
| Curling             | 1                              | 0                                  | 0                                   | 1     |
| Luge                | 0                              | 1                                  | 1                                   | 2     |
| Hockey sur glace    | 0                              | 1                                  | 1                                   | 2     |
| Total               | 11                             | 8                                  | 10                                  | 29    |

Les athlètes du Québec ont remporté plus de 40 % (12 sur 29) des médailles du Canada (le Québec étant l'une des provinces de la fédération canadienne). Aux Jeux d'hiver 2010 à Vancouver, les athlètes québécois avaient remporté 9 des 26 médailles canadiennes et aux Jeux de Sotchi en 2014 ils en avaient remporté 10 sur 25. Voir aussi : athlètes canadiens